# Бовт, Виолетта Трофимовна
Виоле́тта Трофи́мовна Бовт (9 мая 1927, Лос-Анджелес, США — 22 апреля 1995, Колумбус, США) — советская, российская артистка балета, педагог. Народная артистка СССР (1970).

## Биография
Виолетта Бовт родилась 9 мая 1927 года в Лос-Анджелесе, США в семье российского революционера уроженца Полтавы Трофима Викторовича Бовта (1884—1941) и Фаины Моисеевны Бовт. В 1930-х годах её отец-коммунист переехал вместе с семьёй в СССР (он погиб под Ленинградом).
В 1944 году окончила Московское хореографическое училище при Большом театре по классу педагога Марии Кожуховой, после чего была принята в балетную труппу Музыкального театра им. К. С. Станиславского и Вл. И. Немировича-Данченко. Первая исполнительница главных партий в таких знаковых для театра постановках Владимира Бурмейстера, как «Эсмеральда» (1950) и «Лебединое озеро» (1953). Была прима-балериной труппы до 1979 года[уточнить].
Отличаясь творческим долголетием, танцевала до 55 лет. В работе была трудоголиком, никогда не уходила раньше времени с уроков, занималась в мужском классе, так как любила прыжки. Отличаясь большим драматическим дарованием, сочетала в своих работах виртуозную балетную технику с психологической разработкой ролей.
В 1979—1986 годах была педагогом-репетитором театра.
Перенесла на сцену Омского государственного музыкального театра постановки В. П. Бурмейстера «Эсмеральда» (1983), «Вариации» и «Штраусиана» (1984).
Состояла в браке с Никитиным Евгением Николаевичем с 01.02.1977 по 06.01.1987. После развода оставила бывшему мужу трехкомнатную квартиру в доме на Тверской, 15.
С началом перестройки, в 1987 году, переехала к сестре (Виктории Бовт-Гуральски, которая вышла в СССР замуж за американца и иммигрировала в США) на родину, где восстановила американское гражданство по праву рождения. Жила в Колумбусе (штат Огайо), где работала педагогом в балетной труппе BalletMet и в школе при ней.
Умерла от т-клеточной лимфомы 22 апреля 1995 года в Колумбусе. Прах частично развеян над Тихим океаном, а частично захоронен в 2017 году рядом с могилой её брата Бовта Георга Трофимовича на городском кладбище Коламбуса (штат Огайо).

## Репертуар
- 1945 — Анна Пейдж, «Виндзорские проказницы» В. А. Оранского, постановка Владимира Бурмейстера
- 6 ноября 1948 — Наташа*, «Берег счастья» А. Спадавеккиа, постановка Владимира Бурмейстера и Ивана Курилова (Пётр — Александр Соболь)
- 14 октября 1950 — Эсмеральда*, «Эсмеральда» Цезаря Пуни, постановка Владимира Бурмейстера (Феб — Алексей Чичинадзе)
- 1953 — Одетта-Одиллия*, «Лебединое озеро» П. И. Чайковского, постановка Владимира Бурмейстера и Петра Гусева
- 29 декабря 1957 — Жанна*, «Жанна д’Арк» Н. И. Пейко, постановка Владимира Бурмейстера (Лионель — Марис Лиепа)
- 6 октября 1958 — Медора*, «Корсар» Адольфа Адана, постановка Н. Г. Гришина (Конрад — Марис Лиепа)
- после 1960 — Франческа, «Франческа да Римини» на музыку П. И. Чайковского, постановка Алексея Чичинадзе
- 31 декабря 1962 — Донна Анна*, «Дон Жуан» на музыку Р. Штрауса, постановка Алексея Чичинадзе (Дон Жуан — Е. Д. Трепыхалин)
- 1963 — «Звёздная фантазия» Л. В. Фейгина
- 1964 — Девушка*, «Поэма» С. Ф. Цинцадзе, постановка Алексея Чичинадзе
- 1964 — Мечта, «Вариации» на музыку Ж. Бизе
- 1967 — Катя, «Красные дьяволята» на музыку И. О. Дунаевского и В. Н. Кнушевицкого
- Лола, «Лола» С. Н. Василенко
- Коломбина, «Карнавал» на музыку Р. Шумана
- Солистка, Гран-па из балета «Пахита»
- Золушка, «Золушка» С. С. Прокофьева, постановка Алексея Чичинадзе
- Татьяна, «Онегин» на музыку П. И. Чайковского, постановка Дж. Кранко

(*) — первая исполнительница партии.

## Фильмография
Творчеству Виолетты Бовт посвящён телефильм «Интервью, которого не было» (1968).

## Звания и награды
- 1954 — Заслуженная артистка РСФСР
- 1962 — Народная артистка РСФСР
- 1970 — Народная артистка СССР
- 13 мая 1977 — Орден Трудового Красного Знамени
- Ещё один орден[уточнить] и медали.